# Cayo Botoquí
Cayo Botoquí, a veces escrito simplemente Botoquí o Botoky es el nombre que recibe una isla del Archipiélago de Los Roques que se encuentra en la Barrera arrecifal del Este o Barrera del este  en el camino a Boca de Cote. Administrativamente hace parte del territorio Insular Miranda en las Dependencias Federales de Venezuela.
Botoquí posee una superficie de 1,05 hectáreas con un perímetro de aproximadamente 0,43 kilómetros y es popular debido a la variedad de colores de las aguas que la rodean. La isla esta cubierta casi totalmente por una espesa vegetación. No posee habitantes permanentes.
Actividades populares en el lugar incluyen el Buceo en la Barrera coralina sobre todo porque cuenta con una vida marina muy diversa y rica. Como parte del parque nacional Los Roques es un área que se encuentra protegida.
Es una de las islas del territorio que esta cubierta por mangles (sobre todo Rojos y Negros) y no posee playas considerables condición que comparte con Esparquí y Punta de Cuchillo.
Aunque está prohibido hacer parrillas o comidas  en las islas por motivos medioambientales, la isla de Botoquí es a veces utilizada por los lugareños, los roqueños, que van allí para escapar de los turistas y realizar diversas actividades como la pesca y asar pescado allí mismo. Por lo que no es un de la islas abiertas al turismo.